# 4e cérémonie des David di Donatello
La 4e cérémonie des David di Donatello s'est déroulée le 26 juillet 1959. 

## Palmarès
- Meilleur acteur étranger :
  - Jean Gabin pour Les Grandes Familles
- Meilleure actrice étrangère :
  - Deborah Kerr pour Tables séparées
- Meilleure actrice :
  - Anna Magnani pour L'Enfer dans la ville
- Meilleur réalisateur :
  - Alberto Lattuada pour La Tempête
- Meilleur producteur :
  - Dino De Laurentiis Cinematografica pour La Tempête ex æquo avec
  - Titanus pour La Maja nue
- Meilleur producteur étranger :
  - Metro Goldwyn Mayer pour Gigi

- Plaque d'or :
  - Susan Hayward pour Je veux vivre !
  - Sophia Loren pour L'Orchidée noire
  - Renato Rascel pour Polycarpe, maître calligraphe